# Städtische Galerie Wolfsburg

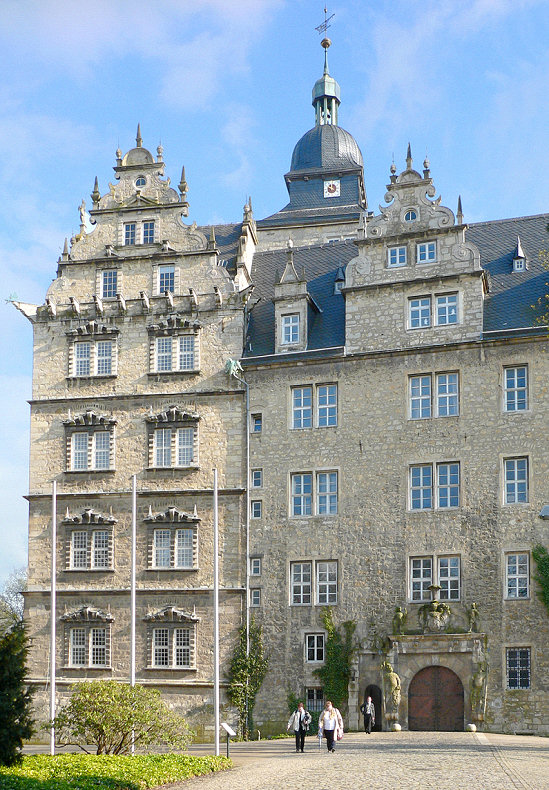
Sitz der Städtischen Galerie Wolfsburg im Schloss Wolfsburg (2006)

Die Städtische Galerie Wolfsburg ist ein Kunstmuseum in Wolfsburg. Sie ist seit 1974 auf Schloss Wolfsburg beheimatet, wo sie auf sechs Etagen zeitgenössische Kunst präsentiert. Zur Galerie gehört eine Fachbibliothek zur Kunst des 20. und 21. Jahrhunderts, eine Druckwerkstatt im Nordflügel des Schlosses und eine „Bürgerwerkstatt“ mit einer Malschule in den ehemaligen Remisen. Seit 2024 wird das Museum von Marcus Körber geleitet.

## Städtische Kunstsammlung
Ab etwa 1960 begann die Stadt Wolfsburg Kunst anzukaufen. Zunächst noch als Wandschmuck für die Amtsstuben gedacht, entwickelten sich die zusammengetragenen Werke zu einer Kunstsammlung. Der Schwerpunkt des heutigen Bestands der Städtischen Galerie Wolfsburg liegt auf Werken aus dem Bereich der deutschen Kunst nach 1945. Die Sammlung der Galerie befindet sich im Renaissancebau von Schloss Wolfsburg, wobei die historische Architektur und die darin ausgestellte zeitgenössische Kunst in einem besonderen Dialog stehen. Seit der denkmalgerechten Restaurierung des Westflügels im Jahre 2002 wird hier auf zwei Etagen die Sammlung in Ausschnitten und bezugnehmend auf die Sonderausstellungen dauerhaft gezeigt.

## Ausstellungen (Auswahl)
- 2021/22: Tatsuo Miyajima. Innumerable Counts
- 2012/2013: Thomas Rentmeister - Normaltag
- 2009/2010: Henry Wessel - Photographs: Retrospektive

## Kunstpreis „Junge Stadt sieht Junge Kunst“
Der Kunstpreis der Stadt Wolfsburg „Junge Stadt sieht Junge Kunst“ wurde 1959 eingerichtet und bis 1969 insgesamt sechs Mal vergeben. Unter den frühen Preisträgern finden sich  Dieter Asmus, Raimund Girke, Karl-Heinz Herrfurth, Wolfgang Petrick, Peter Sorge und Gerd Winner. 1973 bis 1991 ging der Preis in den kooperativen Kunstpreis „Forum Junger Kunst“ auf und wurde als Sonderpreis 1985 dem Freiburger Künstler Robert Schad zuerkannt. 1992 wurde der Preis als eigenständiger Preis mit veränderten Modalitäten und einer Dotierung von 10.200 Euro wieder aufgelegt. Die Preisverleihung an förderungswürdige, schon überregional bekannte Künstler wird alle drei Jahre von der Städtischen Galerie Wolfsburg durchgeführt. Mit dem Preis verbunden sind außerdem eine Einzelausstellung sowie ein repräsentativer Katalog.

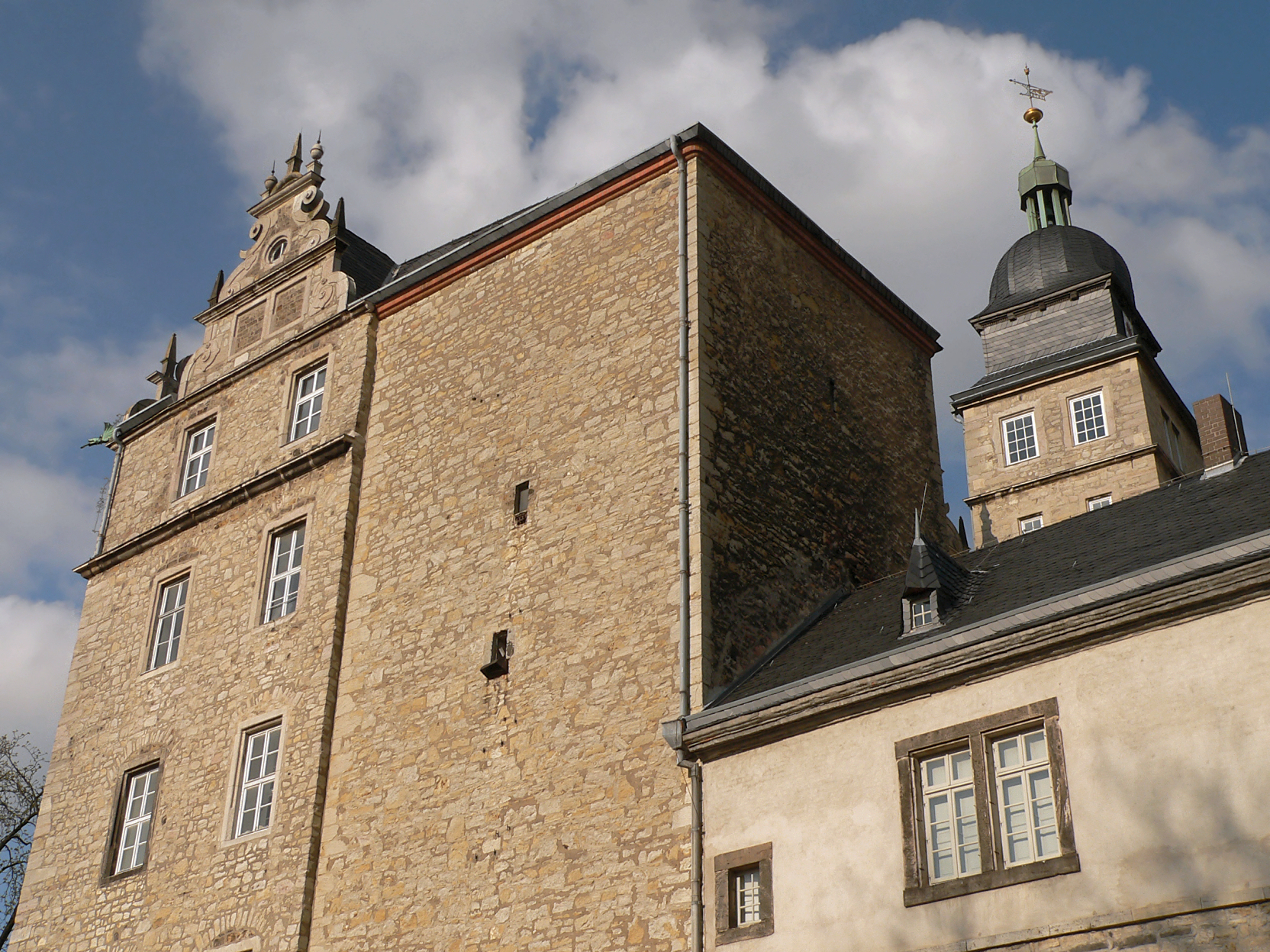
Rechts: Westflügel „Altes Haus“ als Ort der Dauerausstellung der Galerie, links: Nordflügel, Mitte: Bergfried

Preisträger seit 1992 waren:
- 1992: Johannes Grützke
- 1996: Thomas Schütte
- 1999: Katharina Fritsch
- 2002: Olaf Nicolai
- 2005: Jörg Herold
- 2008: Bernhard Martin
- 2011: Angela Bulloch
- 2014: Bettina Pousttchi
- 2019: Birgit Brenner